# Văn Nhất Đa

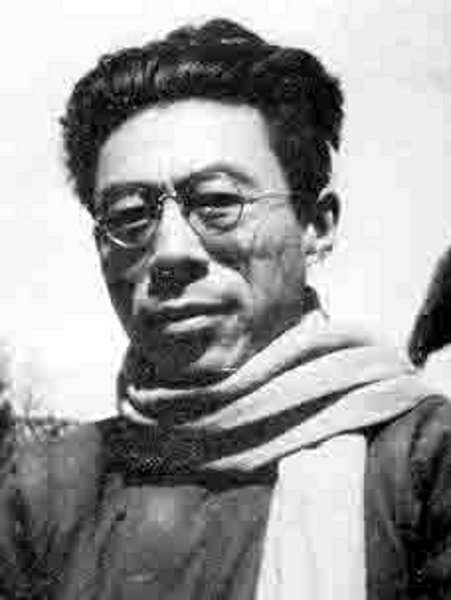
Ảnh Văn Nhất Đa

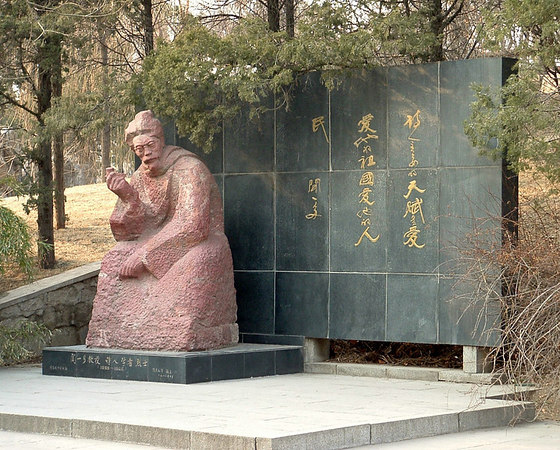
Tượng Văn Nhất Đa tại Đại học Thanh Hoa, Bắc Kinh

Văn Nhất Đa (giản thể: 闻一多; phồn thể: 聞一多; bính âm: Wén Yīduō; Wade–Giles: Wen I-to; 24 tháng 11 năm 1899 – 15 tháng 7 năm 1946), tên khai sinh Văn Gia Hoa (聞家驊), tên tự Hữu Tam (友三), Hữu Sơn (友山) là một nhà thơ và học giả người Trung Quốc.

## Tiểu sử
Ông sinh tại Hy Thủy, Hồ Bắc. Sau khi được giáo dục theo truyền thống, ông vào học tại đại học Thanh Hoa.
Năm 1922 ông đến Hoa Kỳ học mỹ thuật và văn chương tại Viện Nghệ thuật Chicago. Trong thời gian này tập thơ đầu tay của ông Hồng chúc (紅燭, "nến đỏ") được xuất bản.
Năm 1925, ông về nước và đảm nhiệm công tác giảng dạy tại đại học. Năm 1928, ông xuất bản tập thơ thứ hai Tử thủy (死水, "nước tù đọng"). Thơ ông chịu ảnh hưởng của Tây phương. Cũng trong năm 1928, ông tham gia "Tân Nguyệt Xã" và viết tiểu luận về thơ ca, chủ yếu nhấn mạnh rằng thơ ca phải có "tính chất chính quy". Ông cũng bắt đầu công bố những kết quả nghiên cứu của mình về văn học Trung Quốc cổ điển.
Khi nổ ra chiến tranh Trung-Nhật, ông cũng như nhiều trí thức khác từ đông bắc Trung Quốc chạy xuống Côn Minh, Vân Nam. Tại đây ông vẫn có thể tiếp tục công việc giảng dạy, ở thời điểm đó là tại Đại học Liên hiệp Tây Nam (được mở ra trong thời chiến).
Ông bắt đầu hoạt động chính trị năm 1944 để ủng hộ Đồng minh dân chủ Trung Quốc.
Bản tính thẳng thắn của ông đã khiến cho ông bị mật thám Quốc Dân Đảng ám sát ngay sau khi ông tham dự đám tang một người bạn năm 1946.
Một đài tưởng niệm lớn về ông được dựng tại khuôn viên Đại học Sư phạm Vân Nam ở Côn Minh. Ông cùng vợ được chôn cất tại Nghĩa trang cách mạng Bát Bảo Sơn.